# Suzie Landells
Suzanne Ciscele Landells (ur. 12 grudnia 1964) – australijska pływaczka. Srebrna medalistka olimpijska z Los Angeles.
Zawody w 1984 były jej jedynymi igrzyskami olimpijskimi. Medal, pod nieobecność sportowców z części krajów tzw. Bloku Wschodniego, zdobyła na dystansie 400 metrów stylem zmiennym. Zdobyła dwa złote medale Igrzysk Wspólnoty Narodów w 1986, zwyciężając na dystansie 200 i 400 metrów stylem zmiennym. 